# Christopher Cockerell
Christopher Sydney Cockerell CBE FRS (Cambridge, 4 de junho de 1910 — 1 de junho de 1999) foi um engenheiro inglês.
É mais conhecido como inventor do hovercraft.